# مونتاسولا
مونتاسولا (به ایتالیایی: Montasola) یک کومونه در ایتالیا است که در استان ریتی واقع شده‌است.

## خصوصیات
مونتاسولا ۱۲٫۶ کیلومترمربع مساحت و ۳۷۹ نفر جمعیت دارد و ۶۰۴ متر بالاتر از سطح دریا واقع شده‌است.